# Peniocereus hirschtianus
Peniocereus hirschtianus är en kaktusväxtart som först beskrevs av Karl Moritz Schumann, och fick sitt nu gällande namn av David Richard Hunt. Peniocereus hirschtianus ingår i släktet Peniocereus och familjen kaktusväxter. Inga underarter finns listade i Catalogue of Life.

## Bildgalleri

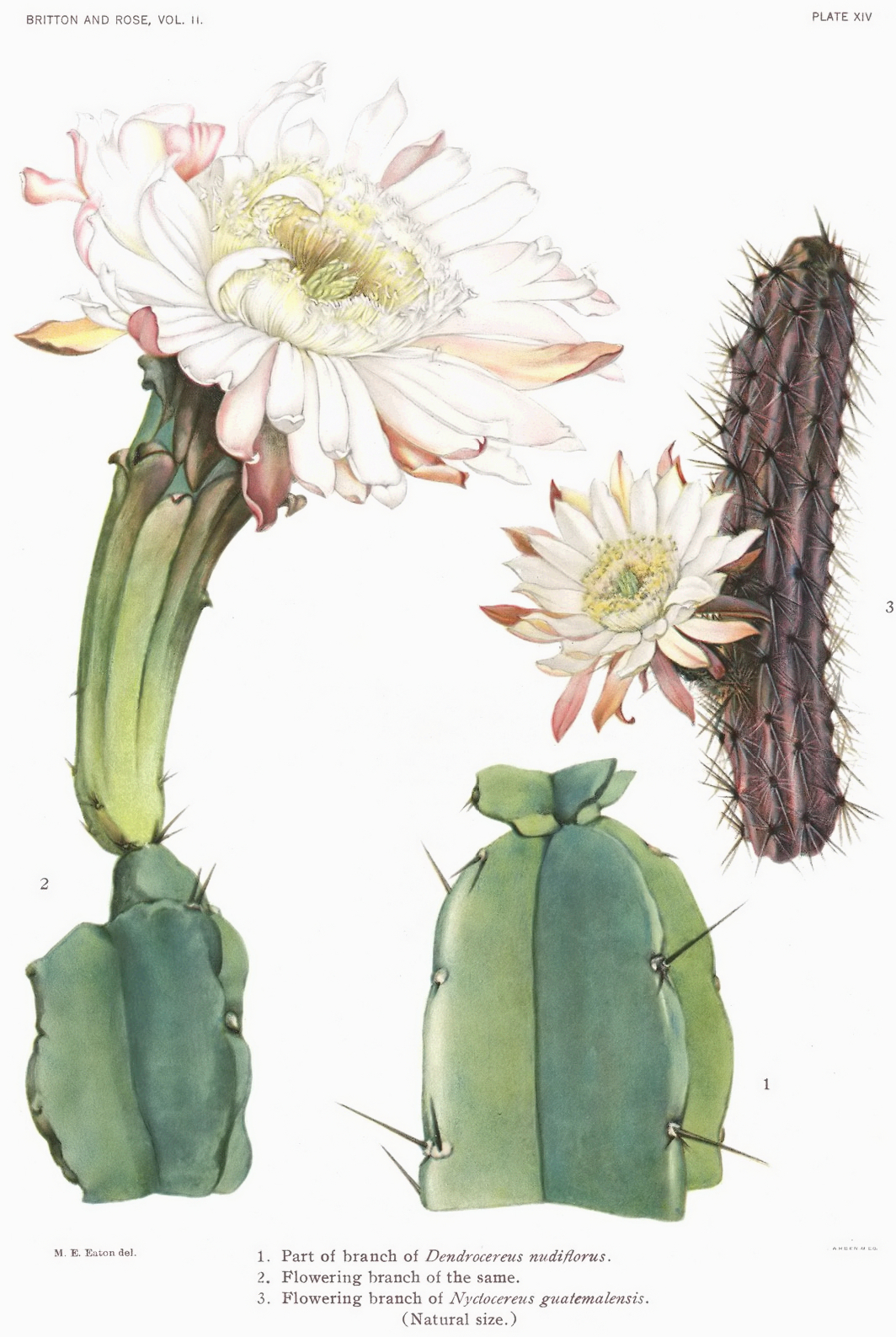